# Saint-Julien-Labrousse
Pour les articles homonymes, voir Saint-Julien et Labrousse.
Saint-Julien-Labrousse est une ancienne commune française, située dans le département de l'Ardèche en région Auvergne-Rhône-Alpes.
Depuis 2019, il s'agit d'une des communes déléguées de la commune nouvelle de Belsentes et ses habitants sont appelés les Labroussois et les Labroussoises.

## Histoire
La plus ancienne trace historique de Saint-Julien-Labrousse remonte au XIIe siècle dans un cartulaire (registre des donations faites à une abbaye) de l'abbaye de Saint-Chaffre du Monastier (aujourd'hui en Haute-Loire), où il est fait mention de l'église de Sancti Julianus de Brochia. Dans les anciens documents on trouve également les noms de Brotza ou Brossia. Dans un document fiscal de 1464 apparaît le nom de « La Broussa ». En occitan, le mot brossa signifie bruyère.
L'église de Sancti Julianus de Brochia fut donc « donnée » à l'abbaye. Le 17 avril 1155, le pape Adrien IV le confirma, et en 1179, le pape Alexandre III renouvela cette donation. En 1259, le pape Clément IV en fit de même.
Saint-Julien-Labrousse faisait partie intégrante de la baronnie de Chalencon, qui fut rattachée au royaume de France en 1271.
La commune fusionne le 1er janvier 2019 avec Nonières pour former la commune de Belsentes dont la création est actée par arrêté du préfet de l'Ardèche en date du 12 décembre 2018.

## Politique et administration
| Période                                  | Période       | Identité          | Étiquette | Qualité  |
| ---------------------------------------- | ------------- | ----------------- | --------- | -------- |
| Les données manquantes sont à compléter. |               |                   |           |          |
| mars 2001                                | novembre 2008 | André Jouve       |           |          |
| avril 2009                               | octobre 2009  | Sylvie Chaveyriat |           |          |
| octobre 2009                             | 2019          | Magali Fouret     | SE        | Employée |

## Démographie

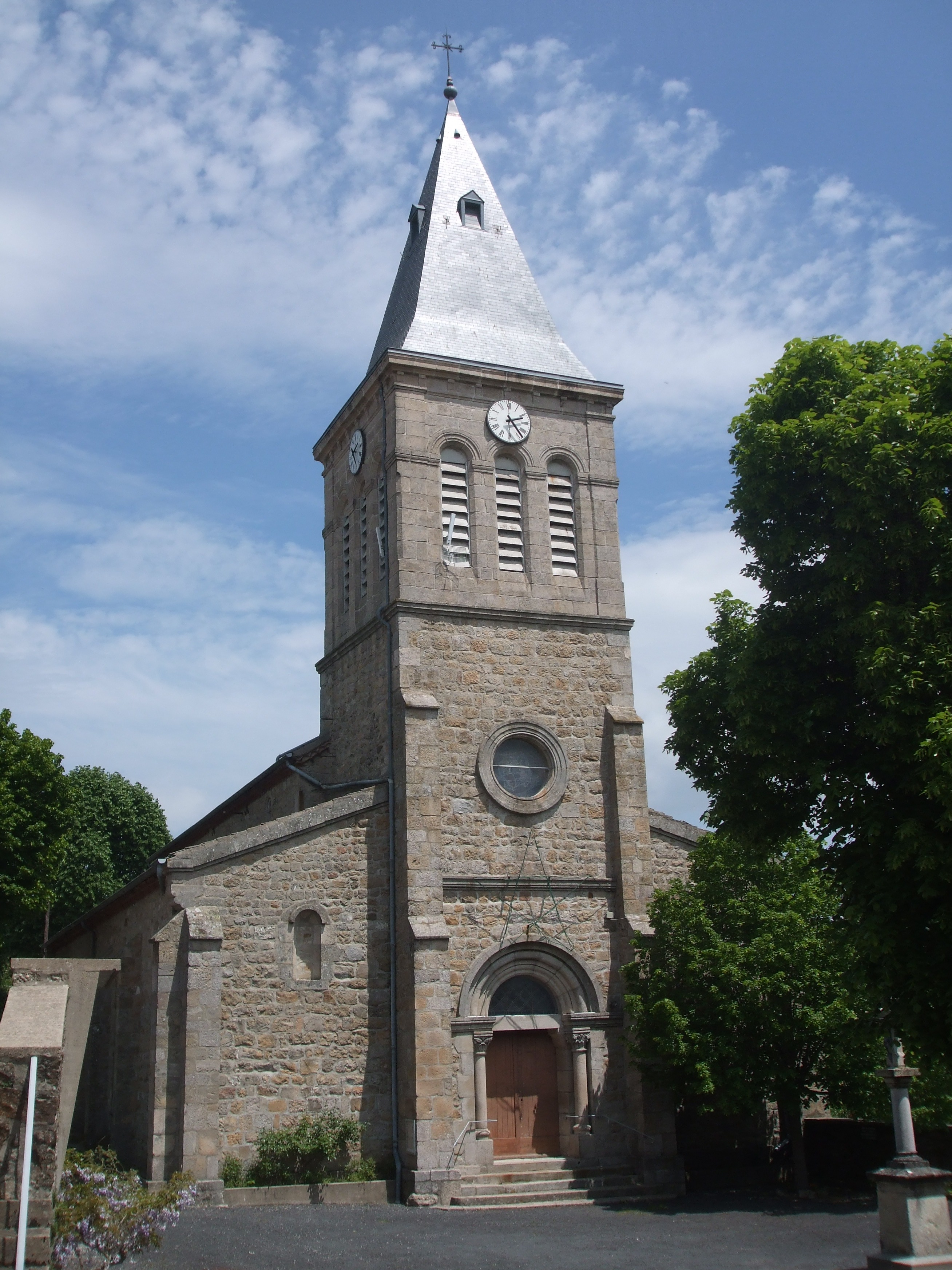
Église Saint-Julien.

L'évolution du nombre d'habitants est connue à travers les recensements de la population effectués dans la commune depuis 1793. Pour les communes de moins de 10 000 habitants, une enquête de recensement portant sur toute la population est réalisée tous les cinq ans, les populations de référence des années intermédiaires étant quant à elles estimées par interpolation ou extrapolation. Pour la commune, le premier recensement exhaustif entrant dans le cadre du nouveau dispositif a été réalisé en 2005.

En 2016, la commune comptait 333 habitants, en évolution de −6,46 % par rapport à 2010 (Ardèche : +2,48 %, France hors Mayotte : +2,11 %).
| 1793  | 1800  | 1806  | 1821  | 1831  | 1836  | 1841  | 1846  | 1851  |
| ----- | ----- | ----- | ----- | ----- | ----- | ----- | ----- | ----- |
| 1 216 | 1 167 | 1 209 | 1 069 | 1 115 | 1 255 | 1 267 | 1 351 | 1 440 |

| 1856  | 1861  | 1866  | 1872  | 1876  | 1881  | 1886  | 1891  | 1896  |
| ----- | ----- | ----- | ----- | ----- | ----- | ----- | ----- | ----- |
| 1 269 | 1 249 | 1 334 | 1 238 | 1 253 | 1 246 | 1 240 | 1 335 | 1 295 |

| 1901  | 1906  | 1911  | 1921  | 1926 | 1931 | 1936 | 1946 | 1954 |
| ----- | ----- | ----- | ----- | ---- | ---- | ---- | ---- | ---- |
| 1 293 | 1 284 | 1 181 | 1 049 | 951  | 914  | 809  | 794  | 656  |

| 1962 | 1968 | 1975 | 1982 | 1990 | 1999 | 2005 | 2006 | 2010 |
| ---- | ---- | ---- | ---- | ---- | ---- | ---- | ---- | ---- |
| 571  | 515  | 425  | 355  | 336  | 318  | 328  | 326  | 356  |

| 2015 | 2016 | - | - | - | - | - | - | - |
| ---- | ---- | - | - | - | - | - | - | - |
| 331  | 333  | - | - | - | - | - | - | - |

## Lieux et monuments
- Église Saint-Julien de Saint-Julien-Labrousse.